# Passo de Morgins
O passo de Morgins (em francês:  Pas de Morgins) é um colo de montanha de meia altitude na fronteira França-Suíça entre a Alta Saboia (Auvérnia-Ródano-Alpes) e o cantão de Valais.
Culminando a 1371 m de altitude, é o ponto de passagem da estrada que liga Châtel (D 22) na França e Morgins (N 201) na Suíça, respetivamente no vale de Abondance e vale de Illiez.
No cimo do colo encontram-se três marco de fronteira. Juntos marcam a fronteira entre a FR e a CH. Um que data de 1737 tem do lado francês as armas da Saboia e do outro lado as do Valais: 7 estrelas das quais uma está danificada. O segundo tem as armas da Saboia, e o terceiro tem escrito do lado respectivo:  França 1891 e Suíça 36 ! 

## Etimologia
Em francês chamam-lhe Pas (fr:Pas de Morgins), e não Col como habitualmente (fr:Col du Simplon).